# جون تي ماكوتشون
جون تي ماكوتشون (بالإنجليزية: John T. McCutcheon)‏ هو صحفي أمريكي، ولد في 6 مايو 1870، وتوفي في 10 يونيو 1949.

## وصلات خارجية
- جون تي ماكوتشون على موقع الموسوعة البريطانية (الإنجليزية)